# Кельценберг

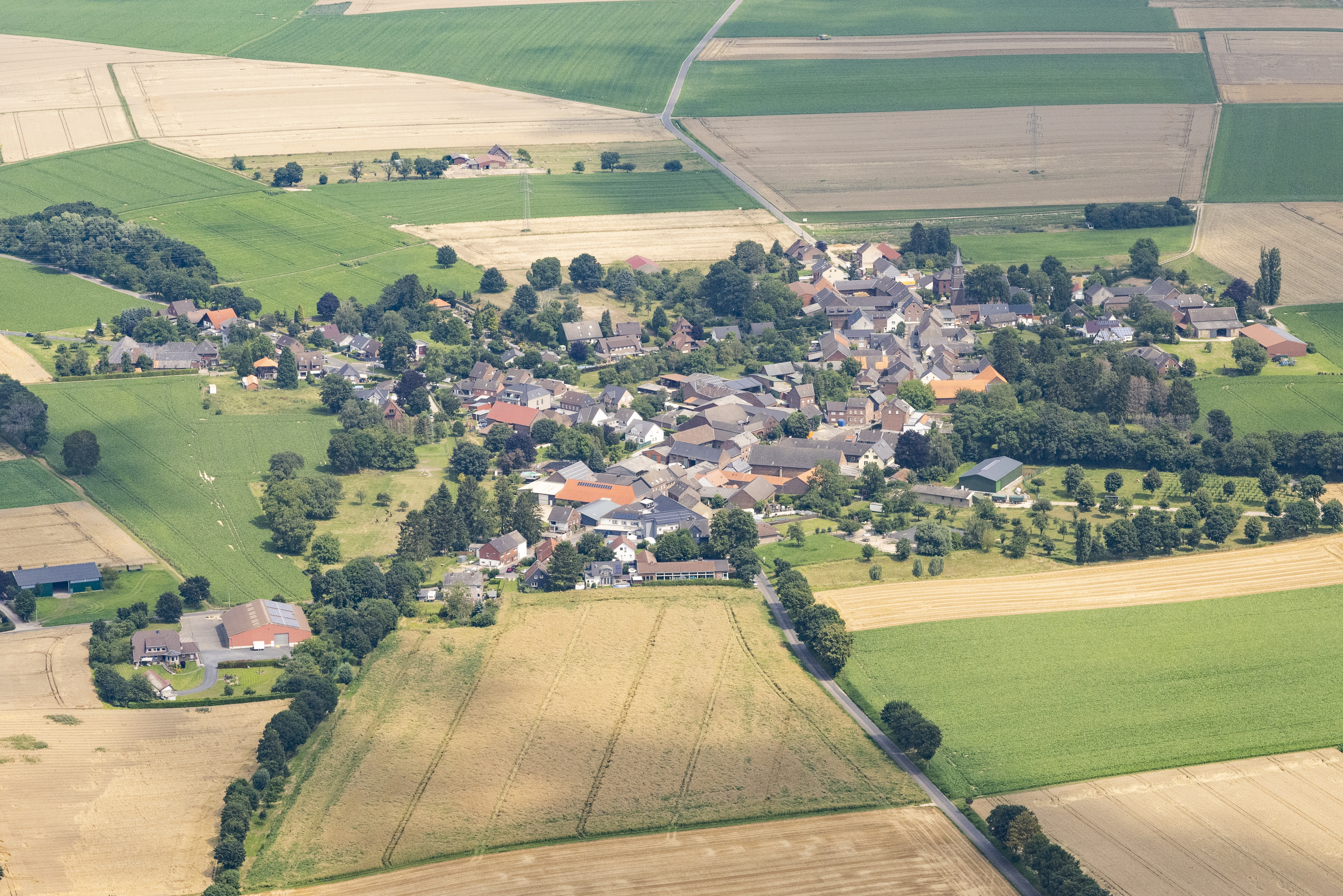
общий вид Кельценберга с запада

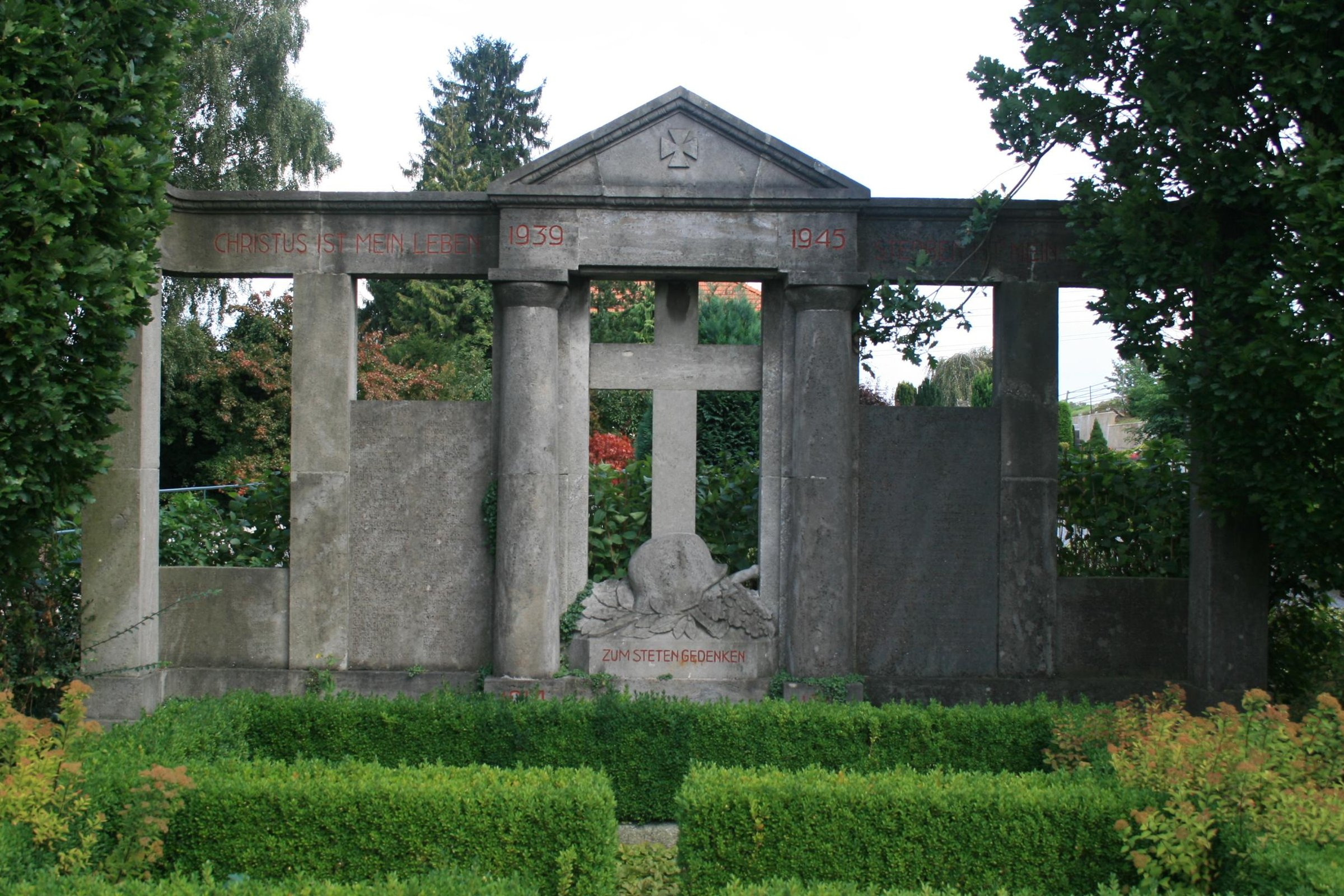
Памятник погибшим в войнах 167 землякам.

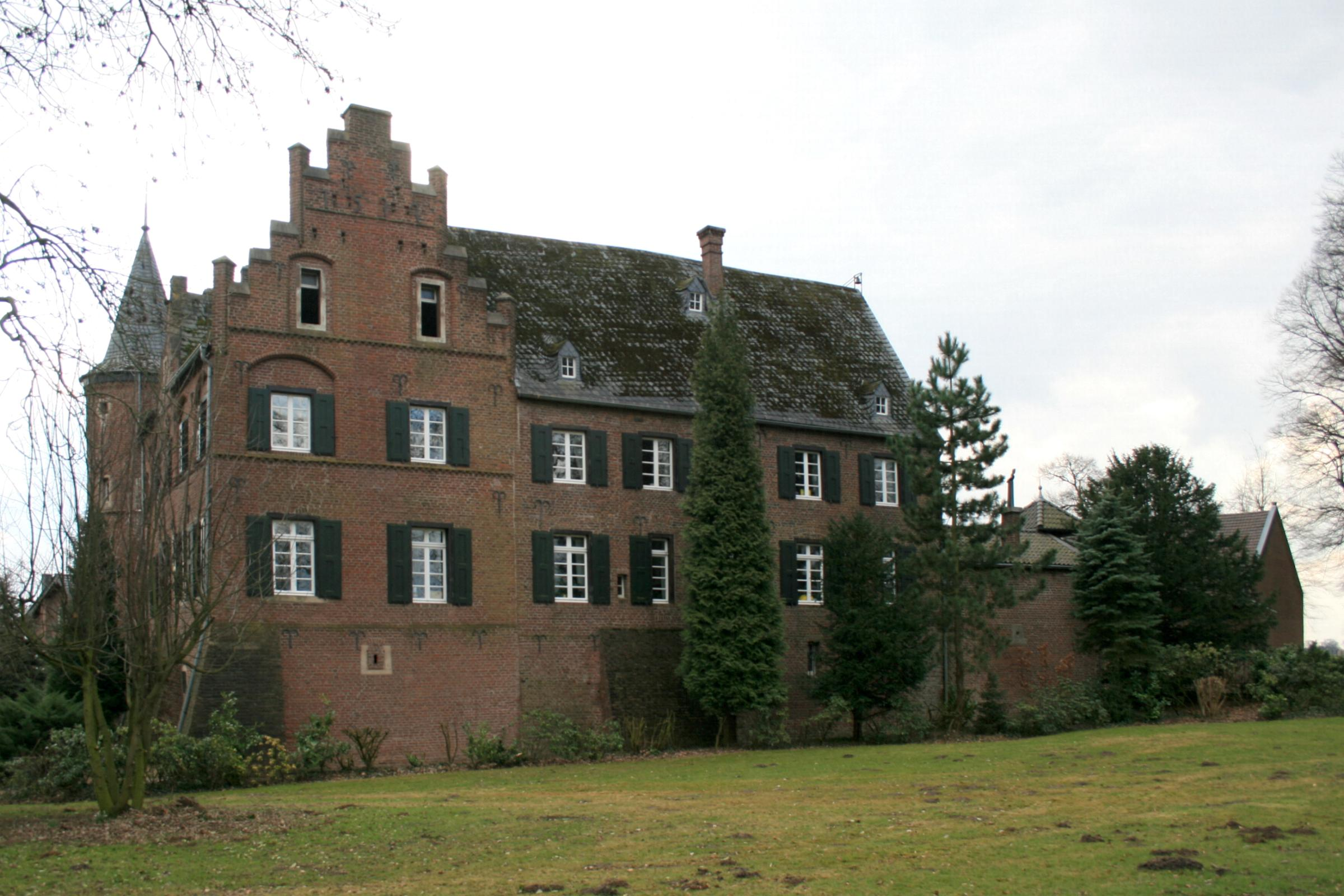
Хаус Бонтеброх.

Кельценберг (нем. Kelzenberg) — населённый пункт (деревня) в составе города Йюхен (район Рейн-Нойс, земля Северный Рейн-Вестфалия, Германия).

## Положение
К северу от Кельценберга находится Мюрмельн, к югу — Йюхен, а к западу — поселение Шан.

## История
Кельценберг входил в состав графства Юлих еще в Средние века (с 1300 года). После того как Юлих стал герцогством, Кельценберг вошел в состав амта Кастер в Кёльнском курфюршестве. В 1794 году город был оккупирован французскими войсками. Была создана мэрия Кельценберг, в которую также вошли коммуны Ват и Вай. Мэрия Кельценберг относилась к кантону Оденкирхен округа Крефельд департамента Рур. В 1815 году Кельценберг, теперь уже прусское бургомистрство, вошёл в состав Прусского королевства и стал частью нового района Гревенброх в административном округе Дюссельдорф. В состав администрации Кельценберга входили деревни Дюрселен, Хопперс, Кампхаузен, Кельценберг, Шан, Ват и Вай. В 1927 году администрация Кельценберга была переименована в амт Кельценберг. В то время он принадлежал окружному суду и налоговой инспекции Гревенброха, а также почтовому отделению Йюхена. В 1934 году управление и муниципалитет Кельценберг были упразднены.

Кельценберг в 1915 году. Фотографии Эрвина Кведенфельдта
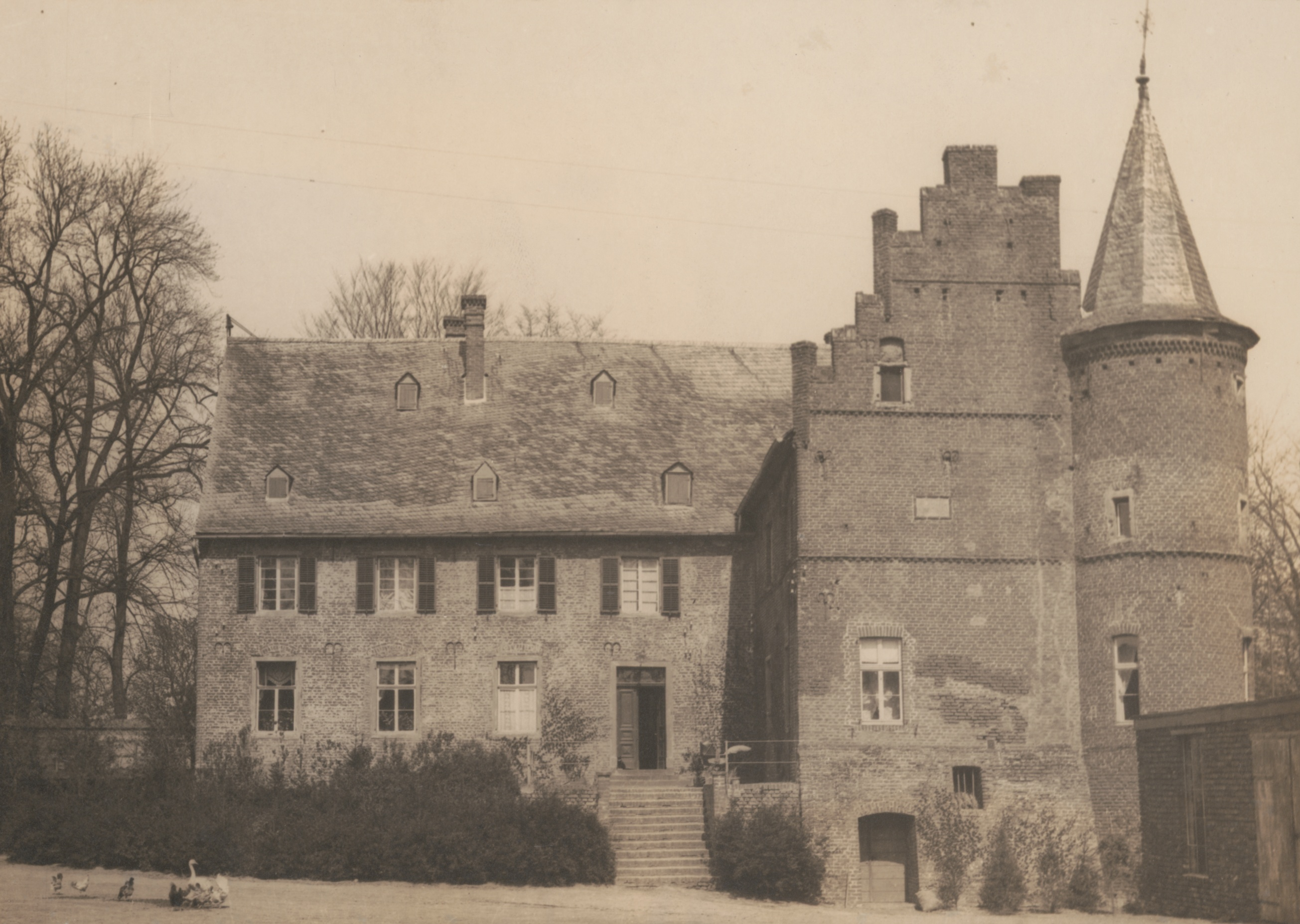
Хаус Бонтеброх, вид с юга
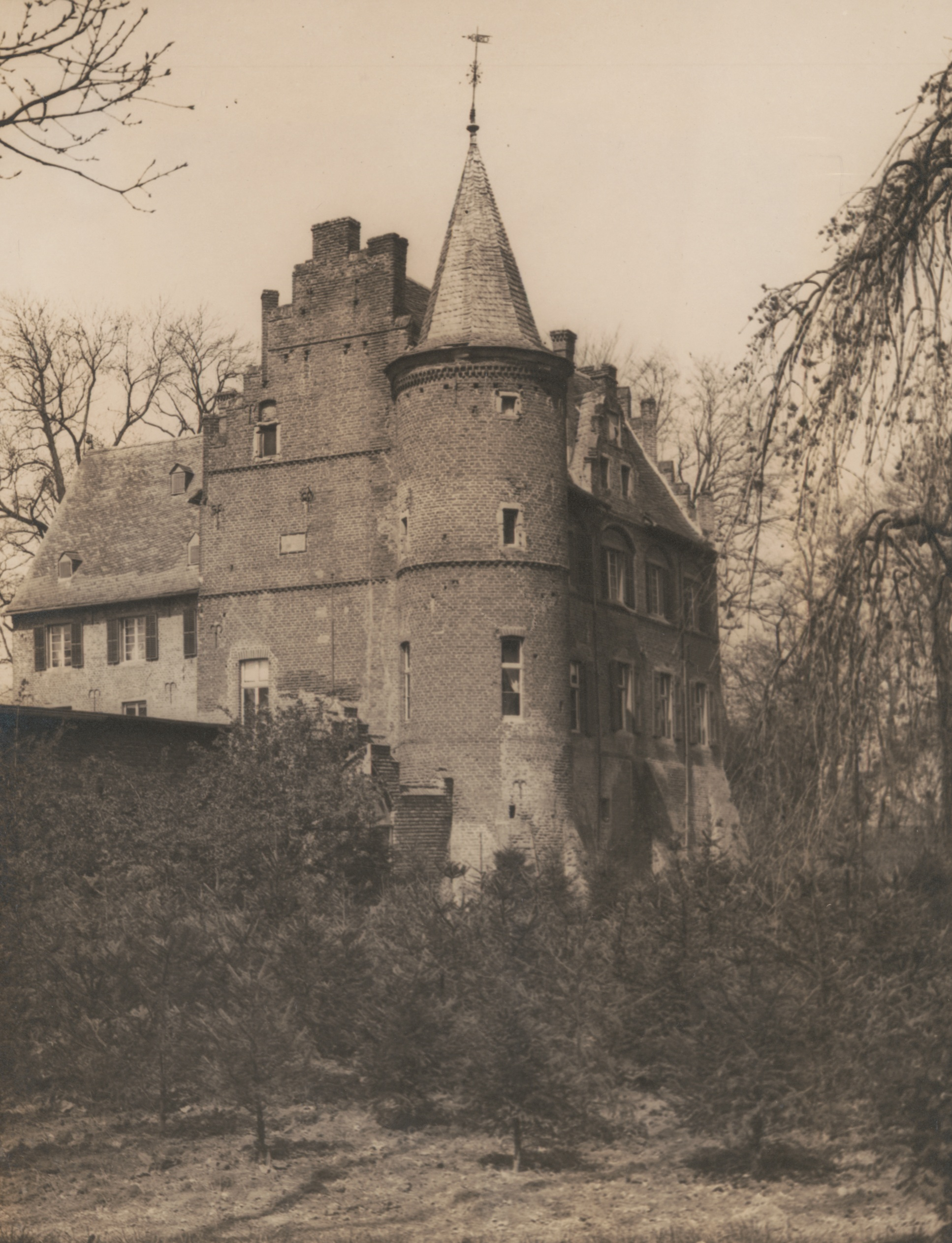
Хаус Бонтеброх, вид с юго-востока
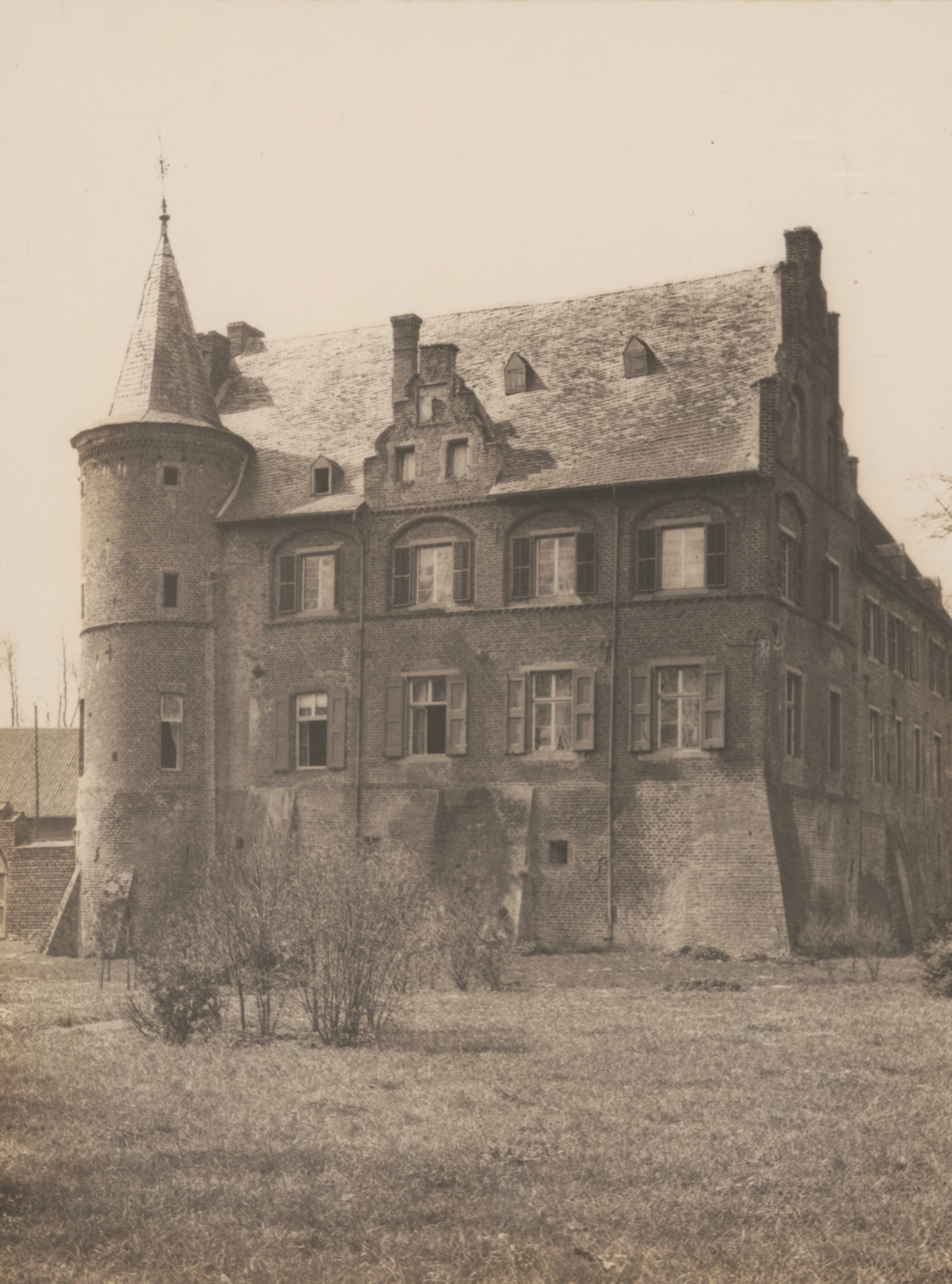
Хаус Бонтеброх, вид с Северо-востока
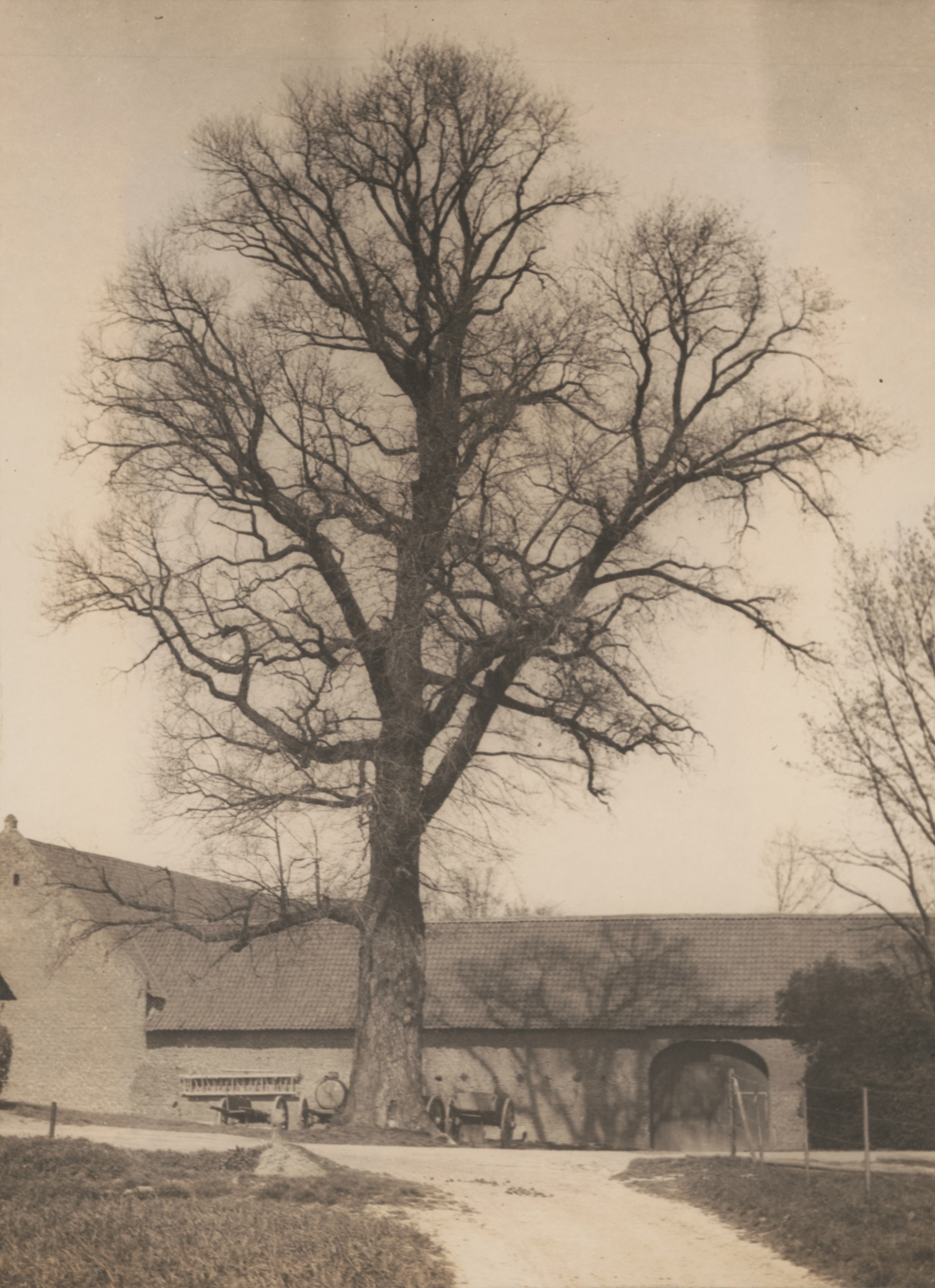
Хаус Бонтеброх, большая липа
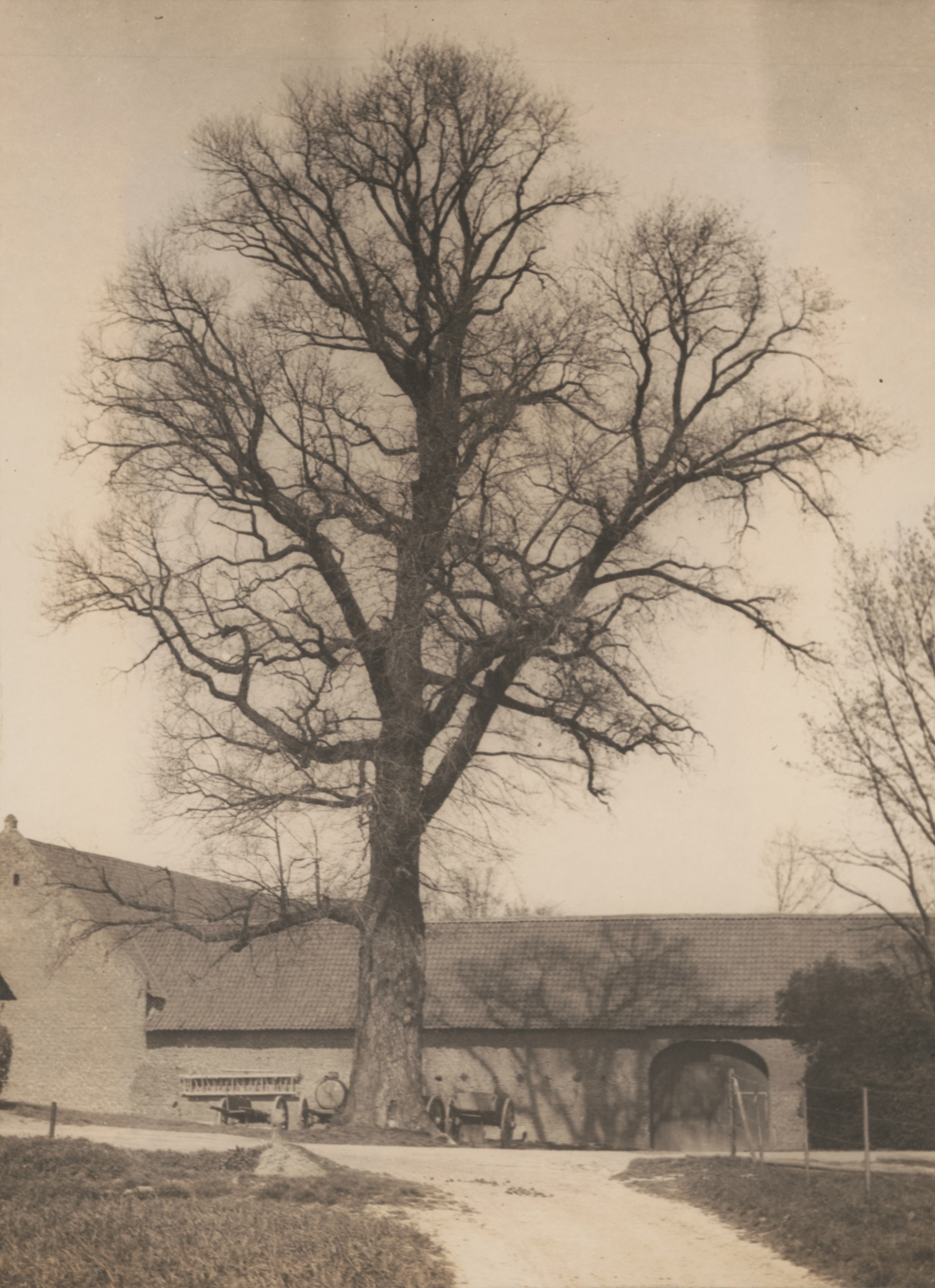
Старые дубы у Кельценберга

### Памятники истории и архитектуры
В Кельценберге зарегистрированы 14 памятников истории и архитектуры, среди них:
- Евангелическая церковь
- Памятник погибшим в годы войн землякам
- Чугунный ручной насос XIX века
- Хаус Бонтеброх 1820 года

### Динамика численности населения
- 1925: 1592 жителей
- 2010: 321 житель
- 2018: 330 жителей
- 2023: 359 жителей

## Религии
- Евангелическая церковь[3]

## Общественные объединения
- Христианская легкоатлетическая секция CVJM Кельценберга[4]
- Христианский духовой оркестр Кельценберга[5]
- Краеведческое объединение Кельценберг-Мюрмельн[6]

## Инфраструктура
- Общественная пожарная команда[7]
- Муниципальный детский сад «Раппелькисте»[8]